# Hysterochelifer tuberculatus
Hysterochelifer tuberculatus är en spindeldjursart som först beskrevs av Lucas 1849.  Hysterochelifer tuberculatus ingår i släktet Hysterochelifer och familjen tvåögonklokrypare.

## Underarter
Arten delas in i följande underarter:
- H. t. ibericus
- H. t. tuberculatus